# Anna Kühlein
Anna Kühlein (* 1990) ist eine deutsche Filmkomponistin.

## Leben und Wirken
Anna Kühlein schloss ihr Studium der Musikproduktion mit den Schwerpunkten Aufnahme, Komposition und Klavier an der Hochschule der populären Künste Berlin 2016 mit dem Bachelor of Music ab. Im selben Jahr begann sie ihr Masterstudium im Bereich Filmmusik an der Filmuniversität Babelsberg Konrad Wolf und schloss das Studium mit Master of Music ab.
Sie komponierte und produzierte für mehrere Projekte, darunter zusammen mit Maurus Ronner für den TV-Mehrteiler Ku'Damm 59 für das ZDF und Doris Dörries Kinofilm Freibad. Für den vielbeachteten Dokumentarfilm Wem gehört mein Dorf?, der 2023 für den Besten Dokumentarfilm beim Deutschen Filmpreis nominiert wurde und ebenso für den mehrfach ausgezeichneten Film Anima – Die Kleider meines Vaters komponierte sie jeweils die Filmmusik.
Im Serienbereich schuf sie die Musik für Wir sind jetzt, Almost Fly und zuletzt für Was wir fürchten, wofür sie beim Deutschen Fernsehpreis 2024 für die Beste Musik Fiktion nominiert wurde.
Auch komponierte sie die Musik für das Weihnachtsmärchen Die Schneekönigin nach Hans Christian Andersen in der Spielzeit 2019/20 am Anhaltischen Theater Dessau unter der Leitung von Johannes Weigand.
Außerdem komponierte sie Musik für eine audio-visuelle Ausstellung mit 3D-Audio System – eine Reise durch den afrikanischen Busch (Of Lions and Men).
Mehrere Jahre arbeitete sie als musikalische Assistentin für den Filmmusikkomponisten Ali N. Askin und unterstützte ihn bei verschiedenen Projekten, darunter Tehran Taboo, Pettersson und Findus, Morgen sind wir frei, Dogs of Berlin (netflix) sowie mehrere Tatort-Folgen.
2019 gewann Kühlein den Nachwuchspreis des Deutschen Filmmusikpreises.

## Auszeichnungen und Nominierungen
- 2019: Deutscher Filmmusikpreis – Kategorie "Nachwuchs"
- 2020: Nachthall gewinnt den Achtung Berlin – Bester Kurzfilm Preis
- 2020: Meeting gewinnt den Deutschen Kurzfilmpreis 2020
- 2021: Nominierung Beste Filmmusik beim Filmfestival Max Ophüls Preis für Wem gehört mein Dorf?
- 2022: Nominierung Beste Filmmusik beim Filmfestival Max Ophüls Preis für Vier Sterne Plus
- 2022: Nominierung Beste Filmmusik beim Filmfestival Max Ophüls Preis für Anima – Die Kleider meines Vaters
- 2023: Nominierung Beste Musik beim Preis der Deutschen Filmkritik Wir könnten genauso gut tot sein
- 2024: Nominierung Beste Musik Fiktion für Was wir fürchten beim Deutschen Fernsehpreis
- 2024: Beste Musik Fiktion für Was wir fürchten beim Deutschen Fernsehpreis

## Filmografie (Auswahl)
- 2017: Alyha Love – Regie: Savio Debernadis, rbb[5][6]
- 2017: Aufbruch – Regie: Oliver Haffner[7]
- 2017: Blaue Stunde – Regie: Jannis Alexander Kiefer[8]
- 2017: Clown – Regie: Jannis Alexander Kiefer
- 2017: Darsteller – Regie: Jannis Alexander Kiefer[9][10]
- 2017: Fragmente von Dir – Regie: Victoria Schulz
- 2017: Hormuz, Negine - Regie: Janis Brod
- 2017: Inklusive – Regie: Anne Koths, Marie-Luise Wagner, Live show[11]
- 2017: Of Lions and Men – Regie: Fabian Gieske & Tabea Meyers, 3D-Audio installation, usomo[12]
- 2017: Rick – Regie: Jan-Peter Horstmann[13]
- 2018: Deutscher Kurzfilmpreis – Einspieler des Kurzfilmpreises
- 2018: Ku’damm 59 – Die Dokumentation – Regie: Heike Nelsen[14]
- 2018: Ku’damm 59 – Regie: Sven Bohse, ZDF
- 2018: Bonbon – Regie: Jannis Alexander Kiefer[15]
- 2018: Nachthall – Regie: Victoria Schulz[16][17]
- 2018: Weit draußen – Regie: Jan-Peter Horstmann[18][19]
- 2019: Sehsüchte Trailer 2019 – Regie: Julian Dietrich, Sehsüchte Festival
- 2019: Amazonen einer Großstadt – Regie: Thaïs Odermatt, SRF[20]
- 2019: Die Stille dazwischen – Regie: Monica Tedja, rbb[21][22]
- 2019: Faragh/Leere – Regie: Jan-Peter Horstmann
- 2019: Kaiser – Regie: Jannis Alexander Kiefer, ZDF und 3sat[23]
- 2019: Schweben – Regie: Victoria Schulz[24][25]
- 2020: Liebe. Jetzt! – Regie: Philipp Eichholtz, ZDFneo (Staffel 2, Folgen "Weihnachtszauber" und "Happy New Year")
- 2020: Sehsüchte Trailer 2020 – Regie: Jan-Peter Horstmann, Sehsüchte Festival
- 2020: Cuntview – Regie: Sarang Nes
- 2020: Dear to me – Regie: Monica Tedja
- 2020: Meeting – Regie: Jannis Alexander Kiefer
- 2020: Wem gehört mein Dorf? – Regie: Christoph Eder, Ostlicht Filmproduktion
- 2021: Blutige Anfänger – ZDF (Staffel 2)
- 2021: Vier Sterne Plus – Regie: Antje Schneider
- 2021: Wir sind jetzt – Regie Christian Klandt, RTL II (Staffel 3)
- 2022: Anima – Die Kleider meines Vaters – Regie: Uli Decker
- 2022: Freibad – Regie: Doris Dörrie
- 2022: Almost Fly – Regie: Florian Gaag
- 2022: Decision Game – Regie: Benjamin Pfohl
- 2023: Was wir fürchten
- 2024: Wenn Papa auf der Matte steht – Regie: Tomy Wigand
- 2024: Kati – Eine Kür, die bleibt (Fernsehfilm)
- 2024: Nächste Ausfahrt Glück – Übers Ziel hinaus (Fernsehreihe), Regie: Peter Stauch
- 2024: Nächste Ausfahrt Glück – Endlich ich (Fernsehreihe), Regie: Peter Stauch
- 2025: Tatort: Solange du atmest
- 2025: Sechswochenamt, Regie: Jacqueline Jansen

## Theater
- 2019: Die Schneekönigin – Regie: Johannes Weigand, Anhaltisches Theater Dessau